# Arrouaise
Arrouaise (lat. Aroasia u. ä.) ist der Name eines Waldes, eines Klosters sowie eines Chorherrenordens, der sich aus diesem Kloster entwickelte. Die Lage der Abtei ist jedoch nicht genau bekannt, zumal 'arrouaise' auch einfach ein Adjektiv zu Arras oder Artois gewesen sein könnte (die heutigen Adjektivformen sind 'arrageois' und 'artesian').

## Geschichte und Eigenart
Der Laie Rogerius zog sich in eremitischer Absicht dorthin zurück und erhielt nach einiger Zeit zwei Gefährten: Heldemar aus der Gegend von Tournai und Cono aus dem süddeutschen Raum. Allmählich stießen immer mehr Anhänger zu dieser Gemeinschaft. Rogerius wurde von einem der Mitglieder ermordet, und Heldemar erlag den Verletzungen, die er sich bei einem Streit zugezogen hatte. So übernahm 1097 Cono die Leitung. Der erste Bischof der neu gegründeten Diözese Arras Lambert von Guînes, der vorher Mitglied des Regularkanonikerstiftes Saint-Quentin in Beauvais gewesen war, gab der Gemeinschaft ein Statut und eine Schenkung. Cono wurde im Laufe der Zeit Bischof, Kardinal und päpstlicher Legat. 1106 wurde in Arrouaise die erste Kirche geweiht. 1107 erreichte die Gemeinschaft die päpstliche Bestätigung durch Paschalis II. 1121 wurde Gervasius Abt des Stiftes. Er reformierte das Kloster, indem er zu den Augustinusregeln eigene Ausführungsvorschriften hinzufügte, bei denen er sich von Bernhard von Clairvaux inspirieren ließ. So entstanden die Constitutiones canonicorum regularium ordinis Arroasiensis unter der Hinzuziehung der zisterziensischen Summa Cartae Caritatis. Die befolgte Regel war die sogenannte „Regula tertia“, also ein Leben nach dem „ordo antiquus“ der Regularkanoniker. Aber auch die Regeln von Prémontré kamen zur Geltung.
Die Abtei Arrouaise wurde das Zentrum des Arrouaise-Ordens, einem Klosterverband von Augustiner-Chorherren. 1138 reformierte Bischof Athelwold von Carlisle sein Domkapitel nach dem Vorbild von Arrouaise, und der Orden breitete sich in England rasch aus.
Die Verkehrswege, die den Wald von Arrouaise durchquerten, oft entlang der alten Römerstraßen, verbanden Paris mit Flandern in Nord-Süd-Richtung, aber auch – als Via Francigena – Calais (und damit England) mit Dijon und Burgund, hatten wirtschaftliche und diplomatische, aber auch als Pilgerweg nach Rom Bedeutung.
Die Mönchsgemeinschaft widmete sich der Versorgung von Reisenden, die den seinerzeit umfangreichen und heute weitgehend gefällten Wald von Arrouaise durchqueren wollten, der sich wie ein Riegel von den Ausläufern der Ardennen im Osten nördlich von Saint-Quentin bis nach Bapaume südlich von Arras erstreckte.

## Vermutete Lage der Abtei
Als Gebiet, in dem das Kloster zu suchen ist, käme einerseits das Quellgebiet der Flüsse Somme, Sambre und Schelde in Frage, in dem sich eine Ortschaft namens l'Arrouaise befindet, 11,5 Kilometer südlich von Le Cateau-Cambrésis an der Straße nach Guise, nordöstlich von Wassigny an der Grenze des Départements Aisne zum Département Nord; jedoch liegt dieses Arrouaise so abseits der Hauptverkehrswege, dass es lediglich für die Einsiedelei, kaum jedoch für die Versorgung von Reisenden in Frage kommt.
Weiter westlich, bei Aubencheul-aux-Bois an der heutigen Nationalstraße 44, auf halber Strecke zwischen Cambrai und Saint-Quentin, "mitten im Wald von Arrouaise", befand sich eine kleine, im 11. Jahrhundert gegründete Abtei; in der Nähe dieser Abtei liegen westlich die Orte Mesnil-en-Arrouaise (im Département Somme 10 Kilometer südöstlich von Bapaume) und südöstlich Montigny-en-Arrouaise (im Département Aisne 15 Kilometer nordöstlich von Saint-Quentin) sowie – in direkter Nachbarschaft – Gouy, das früher Gouy-en-Arrouaise hieß. Aubencheul liegt auf der Grenze zwischen der Picardie und dem Hennegau und ist wesentlich besser als Standort zur Versorgung von Reisenden oder Pilgern geeignet. Die Ruinen dieser Abtei liegen vier Kilometer südlich von Gouy an der Quelle der Escaut an einer Stelle, die heute Mont-Saint-Martin genannt wird.

## Häuser des Arrouaise-Ordens

### In England
- Bourne Abbey (SS Peter and Paul)
- Carlisle Cathedral Priory (The Holy Trinity)
- Dorchester Abbey, Oxfordshire (St. Peter)
- Lesnes Abbey
- Lilleshall Abbey
- Missenden Abbey
- Notley Abbey
- Warter Priory

### In Irland
- Priorat St. Michael Ballinskelligs
- Bangor Abbey (Nordirland)
- Clonard Abbey
- S. Thomas’ Abbey, Dublin
- Duleek
- Durrow
- Kells Friary
- Knock
- Navan
- Kloster Rattoo
- Saul, County Down (Nordirland)
- Trim

### In Schlesien
- Zobten am Berge Ortsteil Gorkau
- Breslauer Sandstift
- Augustiner-Chorherrenstift Sagan im Herzogtum Sagan
- Naumburg am Bober[5]